# Krizia

Krizia Unternehmenslogo (2011)

KRIZIA, bürgerlich Mariuccia Mandelli (* 31. Januar 1925 in Bergamo; † 6. Dezember 2015 in Mailand), war eine italienische Modedesignerin und ist gleichzeitig der Name des von ihr 1954 gegründeten Modeunternehmens.
Das Pseudonym KRIZIA leitet sich von Platons Dialog Kritias ab, in dem die Eitelkeit der Frauen behandelt wird. Mandelli trug mit ihren Kreationen maßgeblich zum Erfolg der italienischen Prêt-à-porter-Mode bei. Im Juni 2014 verkaufte Mandelli das Unternehmen Krizia an ein chinesisches Modeunternehmen.

## Leben
Mariuccia Mandelli war Lehrerin, bevor sie 1954 gemeinsam mit ihrer Freundin Flora Dolci mit ersten Entwürfen von funktionalen Kleidern und Oberteilen begann. Ihren Lehrerberuf gab sie zugunsten eines Ateliers in Mailand auf. 1957 stellte sie erstmals eine Kollektion auf der International Samia Clothing Fair des Salone mercato internazionale dell’abbigliamento in Turin vor. Einer breiteren Öffentlichkeit wurde sie 1964 bekannt, als sie für die Präsentation einer Kollektion im Palazzo Pitti in Florenz den Modepreis Critica della Moda erhielt. In den frühen 60er Jahren experimentierte sie mit Elementen der Op-Art, 1967 entwarf sie mit Kriziamaglia (inzwischen eingestellt) eine Strickwarenkollektion. Die Kollektionen wurden bei der Pitti Immagine vorgeführt. 1969 wurde die Kinderkollektion Kriziababy eingeführt (inzwischen eingestellt). Seit Ende der 60er Jahre erhält jede Kollektion ein Tier als Glücksbringer, das sich auf der Kleidung wiederfindet. Der dadurch entstandene „Zoo“ gilt mittlerweile als Markenzeichen Krizias. 1970 brachte sie als erste Modedesignerin Hot Pants auf den Laufsteg der Mailänder Modenschauen, wofür sie im darauffolgenden Jahr den Tiberio d’Oro erhielt, und 1978 machte sie mit plissierten Regenmänteln auf sich aufmerksam. Ab 1980 wurden zahlreiche Parfüms für Herren und Damen von Krizia lanciert, darunter K de Krizia (Damen, 1981), Krizia Uomo (Herren, 1984), Spazio Krizia (Herren 1993, Damen 1998) und Krizia Istinto (Herren 2005, Damen 2006). Mandelli bezog 1985 mit ihrer Firma ein seit 1991 als Spazio Krizia bekanntes ehemaliges Mailänder Theater, in dem bis heute verschiedene kulturelle Veranstaltungen stattfinden. 1986 wurde sie als Commendatore della Repubblica Italia ausgezeichnet. Seit 1991 führte sie mit Krizia Uomo auch eine Männerkollektion. Über die Jahre wurden zahlreiche Zweitlinien etabliert und internationale Lizenzen vergeben. Im Rahmen der Triennale Mailand 1995 wurde ihr Schaffen in der retrospektiven Ausstellung Krizia. Una storia gezeigt.
Seit den 1990er Jahren wurde über einen Verkauf des Hauses Krizia, bspw. an den japanischen Lizenznehmer Sanyo, spekuliert. Zwischen 1995 und 1997 arbeitete der Italiener Giambattista Valli (später Designer bei Ungaro) für Krizia. Im Jahr 2000 stellte Krizia für lediglich drei Monate Alber Elbaz als Designer an, bevor dieser durch Jean-Paul Knott ersetzt wurde. Knott verließ das Unternehmen nach nur zwei Saisons und arbeitete später für Cerruti. Auf Knott folgte bis 2004 der Brite Hamish Morrow. In der Folge wurden die Kollektionen wieder von Mandelli und ihrem Haus-Designteam entworfen. 2012 wurde ein Gesamtumsatz inklusive aller Lizenzen von 10 Millionen Euro erwirtschaftet. Ende September 2013 erschien Mandelli für die Kollektion Frühling/Sommer 2014 zum letzten Mal am Ende einer ihrer Modenschauen auf dem Laufsteg. Mit dem Verkauf von Krizia an die chinesische Modehändlerin Zhu Chongyun und ihr Unternehmen Shenzhen Marisfrolg Fashion Co. Ltd. für um die 28 Millionen Euro im Juni 2014 übernahm Chongyun die kreative Leitung der Marke Krizia selbst. Unter Chongyun ist die Ausweitung der Krizia-Aktivitäten auf dem chinesischen Markt geplant.
Das Unternehmen betreibt Flagshipstores in Mailand, Rom, Paris und London.

## Kollektionen
- KRIZIA – Damenkollektion und Laufsteglinie für die Mailänder Modewochen
- KRIZIATOP – ursprünglich ab 2000 für den amerikanischen Markt gedachte, elegante Damenkollektion
- KRIZIAUOMO – Herrenkollektion
- KRIZIAUOMOSPORTSWEAR – Sportswearkollektion für Herren mit Lizenz an Facib di Cortesi (eingestellt)
- KRIZIASPORT – sportive Kollektion für Herren (eingestellt)
- KRIZIAPOI – Zweitlinie für Damen seit Mitte der 1980er Jahre
- POIBYKRIZIA – preisgünstigere Version der Poi-Linie für Damen
- KRIZIAJEANS – Denim-basierte Lizenkollektion von SINV für Damen bis 2009
- PERTE by KRIZIA und AKTIVE PERTE by KRIZIA – Lizenzkollektion von Miroglio für fülligere Damen
- EVEX by KRIZIA – jugendliche Damenkollektion für den japanischen Markt mit Lizenz an Sanyo Shokai
- K of KRIZIA – Damenkollektion für den japanischen Markt mit Lizenz an Sanyo Shokai
- K of K – niedrigpreisigere Damenkollektion für den japanischen Markt mit Lizenz an Sanyo Shokai
- BASIC by KRIZIA bzw. b. by KRIZIA – Lizenz-Freizeitkollektion für Damen für den asiatischen bzw. chinesischen Markt
- KRIZIAKIDS – Kinderkollektion mit Lizenz an Gi.mel di Putignano (eingestellt)